# Gerhard Woeginger
Gerhard J. Woeginger, né le 31 mai 1964 à Graz, en Autriche et mort le 1er avril 2022, est un mathématicien et informaticien autrichien. Il a travaillé en Allemagne en tant que professeur à l'École supérieure polytechnique de Rhénanie-Westphalie.  

## Formation et carrière
Woeginger est né le 31 mai 1964 à Graz, en Autriche. Il obtient un diplôme de l'université technique de Graz (TU Graz) en 1987 et termine son doctorat à TU Graz 1991 sous la direction de Franz Rendl. Il travaille à la faculté de TU Graz de 1991 à 2001, y achève son habilitation en 1995, puis rejoint l'université de Twente de 2001 à 2004. Il part ensuite à l'université de technologie d'Eindhoven (TU Eindhoven), et d'Eindhoven à Aix-la-Chapelle en 2016. Il préside le groupe algorithmes et complexité au département d'informatique de l'École supérieure polytechnique de Rhénanie-Westphalie.

## Travaux
Woeginger effectue des recherches sur les algorithmes d'approximation, la planification, l'optimisation combinatoire, les algorithmes en ligne, la complexité paramétrée, la théorie des graphes, la recherche opérationnelle et la théorie des choix sociaux.
Il est président de programme du Symposium européen sur les algorithmes en 1997, de la piste des algorithmes du Colloque international sur les automates, les langues et la programmation en 2003, et de plusieurs autres conférences.
En théorie de la complexité, il maintient une liste des approches (qui se sont finalement révélées irrémédiablement erronées) attaquant le problème P ≠ NP.
Avec Amos Fiat, il organise une série d'ateliers Dagstuhl sur l'analyse concurrentielle (en) des algorithmes en ligne, et en collaboration avec lui il édite le livre Online Algorithms: The State of the Art (Lecture Notes in Computer Science 1442, Springer-Verlag, 1998).

## Prix et distinctions
En 1996, Woeginger remporte le Prix Start, la plus haute distinction autrichienne pour les scientifiques de moins de 35 ans. Il remporte un Prix de recherche Humboldt en 2011. Il est élu en 2014 à l'Academia Europaea.

## Publications
- avec Amos Fiat (éd): Online Algorithms: the state of the art, Springer, Lecturenotes in computer science 1442, 1998
  - chapitre de Woeginger avec J. Csirik: On-line packing and covering problems, p. 147–177.
- (en) Gerhard Woeginger, « Exact Algorithms for NP-Hard Problems: : A Survey », Lecture Notes in Computer Science, Springer-Verlag, vol. 2570 « Combinatorial Optimization — Eureka, You Shrink! »,‎ 2003, p. 185–207 (ISBN 978-3-540-00580-3, ISSN 0302-9743, DOI 10.1007/3-540-36478-1_17)[8].
- Pierluigi Crescenzi, Viggo Kann, Magnús Halldórsson, Marek Karpinski, et Gerhard Woeginger, A compendium of NP optimization problems, 2000. Une liste de problèmes d'optimisation de la classe NP qui possèdent des schémas d'approximation en temps polynomial.
- avec B. Chen, C. N. Potts: A review of machine scheduling: Complexity, algorithms and approximability, in: Handbook of Combinatorial Optimization, vol 3, 1998, p. 21–169.
- avec R. E. Burkard et a.: Well-solvable special cases of the traveling salesman problem: a survey, SIAM Review, vol 40, 1998, p. 496–546.
- (en) Gábor Galambos et Gerhard J. Woeginger, « On-line bin packing — A restricted survey », Mathematical Methods of Operations Research, vol. 42, no 1,‎ 1995, p. 25 (DOI 10.1007/BF01415672)
- (en) Steven S. Seiden et Gerhard J. Woeginger, « The two-dimensional cutting stock problem revisited », Math. Prog., vol. 102, no 3,‎ 2005, p. 519-530 (DOI 10.1007/s10107-004-0548-1)
- János Komlós, János Pach et Gerhard Woeginger, « Almost tight bounds for ε-nets. », Discrete & Computational Geometry, vol. 7, no 2,‎ 1992, p. 163–173 (DOI 10.1007/bf02187833).